# Castello di Oppido

Il castello di Oppido Lucano è un castello nel comune italiano di Oppido Lucano.

## Storia
Con la costruzione del castello si voleva raggiungere un duplice scopo, da una parte presidiare le vie di comunicazione tra il Melfese e le zone interne della Basilicata “dove maggiori ostacoli opponeva la regione montuosa, poco opportuna alla cavalleria, principale nerbo delle schiere Normanne” e dall'altra sfruttare il territorio per la sopravvivenza.

### Costruzione dei Normanni
Tutto lascia supporre che il castello sia stato costruito tra il 1047 e il 1051, durante le lotte tra il conte di Acerenza Riccardo Quarel figlio di Asclittino, e Drogone uno dei figli di Tancredi d'Altavilla. Il conflitto fu vinto da Drogone i cui figli rimasero padroni di Oppido fino agli albori del secolo successivo, quando uno di essi, di nome Giovanni, uomo di notevole cultura, musicologo e musicista, affascinato dalla confessione ebraica, abbracciò la fede israelitica per concludere i suoi giorni in Egitto, dopo aver girovagato per quasi tutto il Mediterraneo e vissuta la sua nuova fede religiosa il più vicino possibile ai luoghi cari alla tradizione ebraica. La cronaca dalla sua vita, scritta in ebraico, costituisce, grazie ai numerosi riferimenti al nostro paese, una prova indiscutibile dell'esistenza nel secolo XI di Oppido, anzi di Opide, offre inoltre la testimonianza dell'effettiva dominazione normanna. Tale popolo era solito costruire chiese vistose per lo svolgimento della prassi liturgica, di cui le ben note cattedrali sono in proposito una tangibile testimonianza. Oppido non ebbe una cattedrale, come Tolve e San Chirico e tuttavia al suo castello venne di certo affiancata l'Ecclesia, cioè il luogo di incontro per esprimere comunitariamente la propria fede religiosa e il legame al papato, che reclamava continuamente in quegli anni i propri diritti.

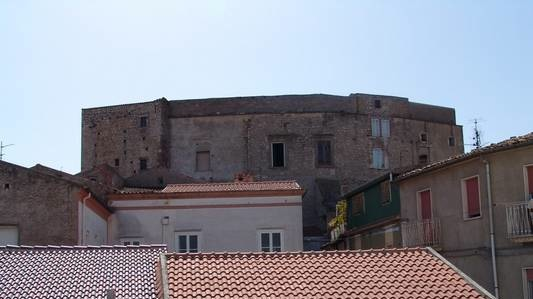
Ruderi dell'antico Castrum Magnum

### Motivi sulla costruzione
Tutto questo fa emergere un altro aspetto, non meno importante, intorno alle finalità della costruzione di quel castrum sulle pendici del Montrone. Il castello venne costruito non tanto e non solo per scopi militari, ma per ospitare cavalieri e per una nuova organizzazione dei territori circostanti; il castello di Oppido era destinato pertanto ad attirare i coltivatori della terra e nello stesso tempo proteggere il fiume Bradano a destra e a sinistra per evitare l'avanzata soprattutto dei Saraceni.

### Il castello durante gli Angioini
Conservò comunque l'impotenza della sua mole, tant'è che nei fuochi del 1642 viene definito “castrum magnum”. Il controllo delle vie di comunicazione tra il Melfese e la Calabria risultava inoltre vitale per la sopravvivenza che per l'attuazione degli ambiziosi disegni formulati dai dodici condottieri normanni che avevano stabilito il loro punto di riferimento nella città di Melfi. Del periodo svevo non si hanno testimonianze su Oppido che, successivamente, con gli Angioini, riappare quale feudum in capite, vale a dire feudo conferito direttamente dal re. Tra i nuovi feudatari ve ne furono anche di sangue regio. Durante la dominazione angioina Oppido fu teatro dell'unico avvenimento guerresco della sua storia a noi noto, allorché nel marzo del 1348, le truppe ungheresi di re Ludovico seminarono lo scompiglio nel borgo fedele alla regina Giovanna.

### Periodo Zurlo (XV secolo)
Nel quattrocento il feudo passò nelle mani dalla famiglia Zurlo. Agli inizi del cinquecento Caterina Zurlo la portò in dote a Mario Orsini; la famiglia, di origine romana, tenne il feudo fino ai primi del settecento.

### Il castello nel XVII secolo
A causa dei debiti assai ingenti prodotti dalla cattiva amministrazione di alcuni membri della famiglia Orsini, all'inizio del settecento il feudo veniva posto sotto sequestro. Il Sacro Regio Consiglio ordinava al “tavolario” D. Pietro Vinaccia di effettuare la stima del borgo e del suo territorio. La relazione del funzionario è assai minuziosa, e ci consente, tra l'altro, una più che soddisfacente ricostruzione del castello e dell'antico abitato ancora racchiuso tra le mura.

## Architettura
Molto accurata è la descrizione del castello, monito di due torri angolari e di altre due cilindriche di guardia alla porta alla quale si accedeva attraverso un ponte levatoio.
È probabile che quella descritta dal Vinaccia, magari con una integrazione angioina comprendente le torri cilindriche su base scarpata, fosse la struttura primitiva, normanno-sveva, del castello. Il suo “aggiornamento” dovette diventare superfluo a causa della precoce perdita dell'importanza strategica. Del resto, se si eccettua la permanenza saltuaria di alcuni membri della famiglia Orsini, il castello non fu mai realmente abitato dai suoi padroni, spesso neanche dai loro amministratori. Certamente non fu abitato dai De Marinis, marchesi di Genzano, ultimi feudatari di Oppido. Gli eredi di costoro lo vendettero, intorno al 1880, all'avvocato Gerardo De Pilato il quale in parte lo demolì e in parte lo trasformò fino a rendere pressoché irriconoscibile la primitiva configurazione.
Oggi l'ala est del castello, quella abitata dai signori, aggredita da deturpanti abitazioni, s'eleva ancora con la maestà delle sue muraglie; la maggior parte dell'edificio versa in cattive condizioni, due delle torri cilindriche non esiste più, l'altra fa bella mostra di sé ancora in una foto del 1915.
Esso era di forma irregolare a causa dell'accidentalità del suolo su cui venne edificato, in guisa da raffigurare la sua pianta quasi un trapezio sul cui lato oblungo sorgeva il grandioso prospetto esterno, fronteggiato in origine da ben quattro torri merlate, due cioè angolari quadrate, e due mediane rotonde poste a guardia della grande porta d'ingresso. Dai reperti archeologici e difficile raggiungere conclusioni soddisfacenti sulla forma e la struttura del castello in quanto documenti a noi pervenuti sono poco chiari e approfonditi a meno che non si indaghi con meticolose metodiche il territorio e non si interroghino le pietre, testimoni di uno splendore risalente a svariati secoli prima dell'era volgare.